# 9938 Kretlow
9938 Kretlow là một tiểu hành tinh vành đai chính. Nó bay quanh Mặt Trời theo chu kỳ 3.13 năm.
Được phát hiện ngày 18 tháng 5 năm 1988 bởi W. Landgraf ở Đài thiên văn Nam Âu, tên chỉ định của nó là "1988 KA". It was later renamed "Kretlow" after Mike Kretlow, a student ở University of Siegen who studied comets và a longtime friend of the discoveror of 9938 Kretlow.